# Gregório Saldanha
Gregório da Cunha Saldanha (* 6. Dezember 1962 in Acadiru Hun, Dili, Portugiesisch-Timor), Kampfname Mouris oder Giri,  ist ein Politiker und Unabhängigkeitsaktivist aus Osttimor. Er war Mitglied der Partei FRETILIN, gründete aber 2020 die Partido Timor Forte (PATIFOR). Seit 2024 ist Saldanha Präsident der Gemeinde Dili.

## Werdegang
Bei Ausbruch des Bürgerkriegs 1975 war Gregório 13 Jahre alt und floh mit seiner Familie in die Berge südlich von Dili nach Carau Mate. Als drei Monate später die Indonesier Flugblätter abwarfen, die die Bevölkerung zur Aufgabe aufforderte, kehrte die Familie nach Dili zurück. Nur Gregórios ältester Bruder Francisco Lobo blieb als Guerilliero in den Bergen, um gegen die Indonesier zu kämpfen. Der Onkel Mau Tersa, der in den Außenbezirken Dilis lebte, arbeitete als Verbindungsmann zum Widerstand in den Bergen.
Saldanha gehörte zur 1985 gegründeten HPPMAI, einer kleinen Jugend-Widerstandsorganisation, bei der auch Antero Bendito und Vasco da Gama Mitglied waren. Er war Student der Externato de São José, der einzigen portugiesischsprachigen Schule in Dili. Später war Saldanha der Führer der OJETIL, der studentischen Untergrundbewegung der FRETILIN.
Zusammen mit Francisco Miranda Branco und sechs weiteren Osttimoresen bildete Saldanha das Exekutivkomitee (Comité Executivo) des Conselho Nacional de Resistência Maubere (CNRM), dem Dachverband des osttimoresischen Widerstands gegen die indonesische Besatzung. Es wollte 1991 Kontakt mit einer portugiesischen Parlamentsdelegation aufnehmen, um auf die Situation Osttimors unter der indonesischen Besatzung hinzuweisen, doch der Besuch kam nicht zustande. Am 12. November organisierte Saldanha federführend den Gedenkzug für Sebastião Gomes, der zur Demonstration wurde. Indonesische Sicherheitskräfte stoppten die Demonstration gewaltsam mit Schüssen. Mindestens 271 Demonstranten wurden getötet. Saldanha wurde verletzt und in ein Krankenhaus gebracht. Den Mitgliedern des Exekutivkomitees wurden in Verbindung mit der Demonstration verschiedene Verbrechen vorgeworfen. Sechs von ihnen wurden zu mehrjährigen Haftstrafen verurteilt. Die höchste erhielt Saldanha, der wegen „Subversion“ zu lebenslanger Haft verurteilt wurde. Er galt als Hauptorganisator der Demonstration.
Saldanhas Haft endete vorzeitig am 25. Oktober 1999, als Indonesien aus Osttimor abzog. Von 2000 bis 2001 war Saldanha als Vertreter der Jugend Mitglied im National Council (NC) und von 2001 bis 2007, wie Branco, für die FRETILIN Abgeordneter im Nationalparlament Osttimors. Am 12. Mai 2005 wurde er zum Mitglied des nationalen Sicherheitsrates vereidigt. Von 2010 bis 2014 war Saldanha Mitglied des Nationalen Exekutivrates des Cruz Vermelha de Timor-Leste (CVTL), des osttimoresischen Roten Kreuzes.
2019 war er Präsident des Komitees 12. November (Comité 12 de Novembro), kündigte aber am 27. Juli 2020 seinen Rücktritt an, sobald seine in dem Jahr gegründete Partei PATIFOR die offizielle Registrierung erhalten habe. Die Partei scheiterte aber an den gesetzlichen Bedingungen zur Registrierung.
Am 1. März 2024 wurde Saldanha Präsident der Gemeindeverwaltung der Hauptstadtgemeinde Dili und löste Guilhermina Filomena Saldanha ab.

## Auszeichnungen
Saldanha ist Träger des Ordem Lorico Asuwain.